# Auf der anderen Seite ist das Gras viel grüner
Auf der anderen Seite ist das Gras viel grüner ist eine romantische Filmkomödie von Pepe Danquart, die am 13. Juli 2017 in die deutschen Kinos kam. Der Film basiert auf dem gleichnamigen Roman von Kerstin Gier, den die deutsche Autorin 2011 veröffentlichte, und erzählt davon, was wäre, wenn man die Zeit zurückdrehen könnte.

## Handlung
Die chaotische Kati trifft zufällig den Arzt Felix. Sie verlieben sich sofort ineinander und heiraten bald. Die erste Zeit verläuft traumhaft, doch nach fünf Jahren Ehe hat sich schließlich der Alltag eingeschlichen. Felix ist mittlerweile zum Oberarzt befördert worden und zunehmend beruflich eingespannt. Er versetzt Kati immer häufiger aufgrund von Notfällen in der Klinik. Wenn sie ihn tatsächlich zu Gesicht bekommt, ist er meist so erschöpft, dass er einschläft.
Dann lernt Kati den Künstler Mathias kennen. Sie verliebt sich in diesen, geht ihm aber aus dem Weg, da sie Felix nicht untreu werden möchte. Allmählich beginnt Kati zu zweifeln, ob Felix der richtige Mann für sie ist und ob sie wirklich mit ihm alt werden will. Schließlich spielt ihr das Schicksal einen Streich: Nach einem Unfall findet sich Kati fünf Jahre in der Vergangenheit wieder, exakt einen Tag, bevor sie Felix zum ersten Mal begegnete.
Nachdem sie akzeptiert hat, aus unerfindlichen Gründen einen Zeitsprung gemacht zu haben, beschließt sie, mit ihrem Wissen über die kommenden Jahre einige Dinge zu verbessern, zum Beispiel im Leben ihrer Freundinnen. Vor allem aber versucht sie, Felix aus dem Weg zu gehen, so dass sie sich gar nicht erst kennenlernen und jeder sein eigenes Leben führen kann. Nunmehr ungebunden, macht sie Mathias ausfindig und beginnt mit diesem eine Beziehung.
Dennoch laufen sich Kati und Felix immer wieder über den Weg. Nicht zuletzt durch ein Gespräch mit ihrer Freundin Frau Baronski beginnt Kati langsam klar zu werden, dass das Leben mit Mathias auch nicht schöner verlaufen wird als das mit Felix: Frau Baronski sagt ihr, dass „das Gras auf der anderen Seite […] immer grüner“ erscheine. Aber wenn man dann auf der anderen Seite sei, merke man ganz schnell, „dass es auch nur Gras“ sei.
Später schreibt Kati, benebelt durch versehentlichen Drogenkonsum, einen Brief an Felix. Sie eröffnet ihm darin, dass er zwar sie nicht kenne, sie aber sehr wohl ihn. In recht verwirrender Manier schreibt sie auch etwas über seine Gegenwart und Zukunft. Diesen Brief wirft sie, immer noch im Drogenrausch, in seinen Briefkasten. Später, in nüchternem Zustand, bereut sie das und versucht, den Brief wieder zu bekommen, bevor Felix ihn lesen kann. Zuerst gelingt ihr das auch, aber letztendlich fällt der Brief Felix doch in die Hände.
Inzwischen hat Mathias für seine Kunst einen neuen Unterstützer: Es handelt sich um Gereon, den besten Freund von Felix und Sohn von Felix’ Chef. Kati geht mit Mathias zu Gereons Geburtstagsparty, wo sie erneut auf Felix trifft. Dieser hat durch Katis Brief erfahren, dass seine Freundin Lilian und Gereon ein Verhältnis haben und somit beide ihn betrügen. Er stellt die beiden zur Rede und es kommt zum Eklat. Während der Auseinandersetzung bemerkt Kati immer mehr die Gemeinsamkeiten zwischen sich und Felix. Felix und Kati verlassen schließlich die Party, gefolgt von Mathias.
Draußen spricht Kati mit Mathias: Sie sei zwar noch nie so verliebt gewesen wie in ihn, aber dennoch könnten sie beide nicht zusammen sein. Sie wisse nicht, ob Matthias es verstehe, aber es gebe da eine andere Welt, die sie längst verloren geglaubt habe. Beide bedauern die Situation. Schließlich trennen sie sich schweren Herzens.
Kati dreht sich um und bemerkt Felix. Er sagt, er hätte eine Menge Fragen an sie, aber vor allem wolle er wissen, wer sie eigentlich sei. Sie stellt sich als „Kati“ vor. Beide beginnen über ihre gemeinsame Zukunft zu sprechen und entfernen sich.

## Produktion
Der Film basiert auf dem gleichnamigen Roman von Kerstin Gier, den die deutsche Autorin 2011 veröffentlichte.
Die Drehbuchadaption des Romans für den Film wurde von Stefan Barth, Katrin Milhahn und Antonia Rothe-Liermann geschrieben. Pepe Danquart führte Regie. Der Film wurde von der nfp neue filmproduktion GmbH in Koproduktion mit der ARD Degeto produziert und von Hessen Invest und dem DFFF gefördert. Hessen förderte den Film mit 800.000 Euro.
Jessica Schwarz spielt im Film Kati Wedekind, Felix Klare übernahm die Rolle von Dr. Felix Wagner, und Christoph Letkowski ist als Mathias Lenzen zu sehen. Die Dreharbeiten hatten Anfang Juni 2016 begonnen und dauerten rund einen Monat. In Offenbach drehte man in der Hassia-Fabrik, in Darmstadt am Hauptbahnhof und im Klinikum und in Frankfurt am Main unter anderem auf dem Dach der Hypovereinsbank, dem Gibson und vor der Frankfurter Oper. Im Juni 2016 besuchte der Kunst- und Kulturminister Boris Rhein das Filmset in Frankfurt. Im Juni 2017 feierte der Film im Rahmen des Internationalen Filmfests Emden-Norderney seine Premiere. Am 13. Juli 2017 kam der Film in die deutschen Kinos.

## Rezeption
In einer dpa-Kritik heißt es, der Film wirke wie aus dem Setzbaukasten „Romantische Komödie“, bei der für jeden etwas dabei ist, was genau das Problem sei, denn kein Mensch führe so ein klischeehaftes Leben, auch nicht in Frankfurt am Main, wo das Ganze spielt. Die Dialoge seien oft hölzern, heißt es weiter, und die schauspielerischen Leistungen, Felix Klare ausgenommen, nicht die glänzendsten. Insgesamt seien die Rollen so stereotyp, dass es fast ein bisschen wehtut, heißt es weiter in der Kritik.